# Kowanowo (województwo zachodniopomorskie)
Kowanowo (dawniej: niem. Schönfeld) – osada w Polsce położona w województwie zachodniopomorskim, w powiecie świdwińskim, w gminie Świdwin.
Zobacz też: Kowanowo.